# Joseph Lirat
Joseph Lirat  est un personnage du roman français d’Octave Mirbeau, Le Calvaire (1886). C’est un peintre de la vie moderne, ami du narrateur, Jean Mintié. C’est dans son atelier que Jean Mintié rencontre pour la première fois celle qui va faire son malheur, Juliette Roux. Lirat, qui n’a aucune illusion sur l’amour ni sur les femmes, n’aura pourtant pas manqué de mettre son ami en garde. Par la suite il lui servira de confident et l’aidera à fuir en Bretagne les pernicieux enlacements de la goule. Mais à son tour il se laissera séduire par la jeune femme, sans doute désireuse de se venger de lui, et Mintié le surprendra au moment où, descendu d’un fiacre avec elle, il entre dans la maison de Juliette. Si même un Lirat, forte personnalité qui semble immunisée, se laisse duper, à plus forte raison tous les autres mâles, est-on tenté d’en conclure.

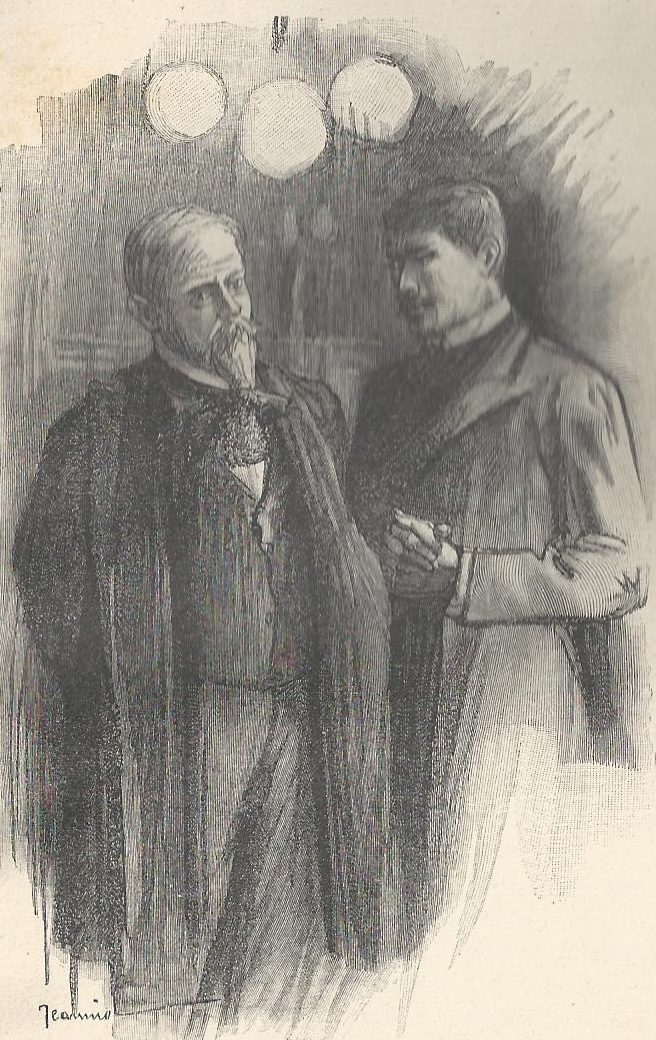
Joseph Lirat et Jean Mintié, par Pierre Georges Jeanniot, 1901

Le peintre Lirat a un double modèle : pour ce qui est de son caractère sec, fier et entier, de son refus de plaire et de faire des concessions, de sa misanthropie et de sa misogynie rédhibitoire, il doit beaucoup à Edgar Degas ; mais sa peinture, elle, est empruntée à Félicien Rops. Il y donne de la femme une image fort négative et s’emploie à y démystifier l’amour, présenté comme une torture : « Ce n’était plus l’Amour frisé, pommadé, enrubanné, qui s’en va pâmé, une rose au bec, par les beaux clairs de lune, racler sa guitare sous les balcons ; c’était l’Amour barbouillé de sang, ivre de fange, l’Amour aux fureurs onaniques, l’Amour maudit, qui colle sur l’homme sa gueule en forme de ventouse, et lui dessèche les veines, lui pompe les moelles, lui décharne les os. »